# Брахісинкліналь
Брахісинкліна́ль (грец. βραχύς — короткий і синкліналь; рос. брахисинклиналь, англ. brachysyncline, brachysynclinal fold; нім. Brachysynklinale) — коротка синклінальна складка верств гірських порід. У середині брахісинкліналі залягають молодші за геологічним віком породи, падіння верств — до центру. У плані має овальну форму.
Коротка синклінальна складка гірських порід, що має форму овальної чаші. Падіння шарів гірських порід у брахісинкліналі спрямоване до центра. На геологічних картах брахісинкліналь зображується у вигляді концентричних кілець з порівняно молодими породами всередині і древнішими зовні. В Україні брахісинкліналі спостерігаються на Керченському півострові, в Донбасі.